# Catherine Pogonat
Pour les articles homonymes, voir Pogonat.
Catherine Pogonat, née le 2 septembre 1976 à Moncton au Nouveau-Brunswick, est une journaliste culturelle, animatrice québécoise de radio et de télévision à Montréal. Selon le journal Voir, elle est connue pour son rôle dans la diversité et la découverte musicale et culturelle du Québec. Elle a animé le magazine culturel télé Mange ta ville, l’émission radio alternative Bandeapart.fm, et la quotidienne L’effet Pogonat sur ICI Musique.

## Biographie

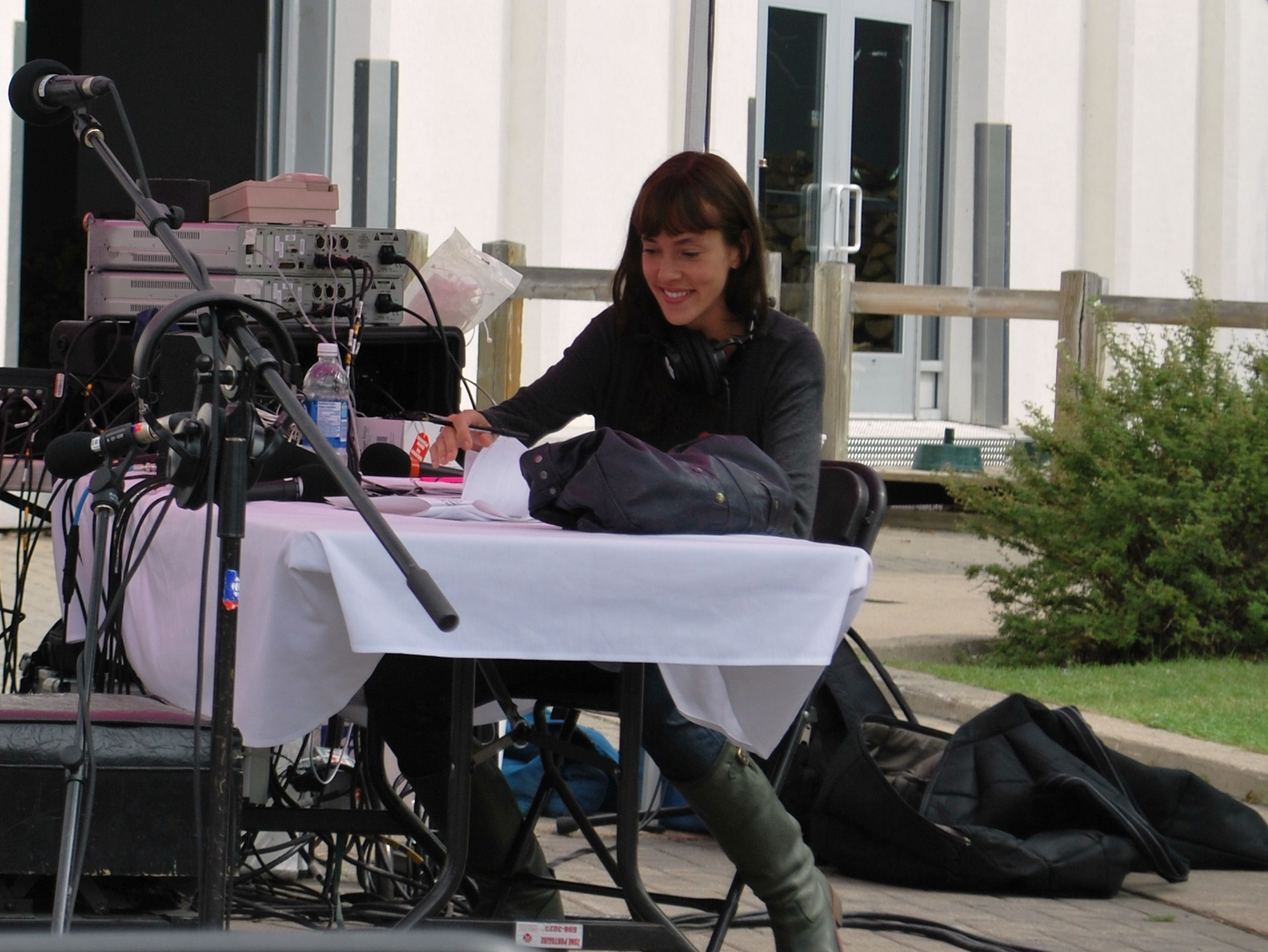
Catherine Pogonat (août 2010).

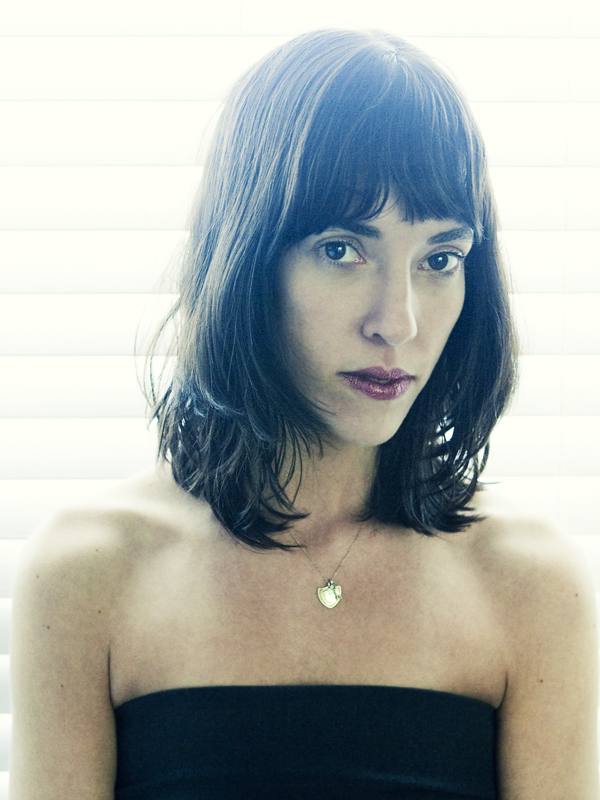
Catherine Pogonat par le photographe John Londono.

Catherine Pogonat est née le 2 septembre 1976 à Moncton au Nouveau-Brunswick, d'un père acteur roumain, Grigore Pogonat, et d'une mère psychologue québécoise, Odette Arsenault. Elle est la sœur aînée de Brigitte Pogonat. Elle a grandi à Montréal. Après avoir étudié en Études littéraires et en création littéraire à l'Université du Québec à Montréal, elle décide de déménager à Moncton, au Nouveau-Brunswick, pour faire un baccalauréat en communication à l'Université de Moncton.
Animatrice à la radio étudiante de l'université de Moncton, CKUM , elle est remarquée par les producteurs de l'émission Bande à part, à Radio-Canada, enregistrée dans la même ville. Elle auditionne pour remplacer l'animateur durant ses vacances et rejoint l'équipe en 1998.
Aux alentours de l'an 2000, elle déménage à Montréal en même temps que l'émission. Chroniqueuse et animatrice à temps plein, elle a fait connaître les artistes émergents et les nouvelles cultures durant 4 ans.
Sur la chaîne télévisée ARTV, elle anime la version télévisuelle de Bande à part ainsi que Silence, on court !, une émission consacrée aux courts métrages du monde entier. En août 2005, elle crée et anime une nouvelle émission : Mange ta ville, un magazine culturel télévisé sur les artistes émergents, hors norme et les endroits méconnus de Montréal.
De 2004 à 2009, elle a animé une émission hebdomadaire sur les nouvelles musiques à la radio de Radio-Canada.
Elle anime de nombreux événements spéciaux en direct, comme le Tapis rouge des Prix Jutras, Sacré talent !, La Nuit blanche Montréal en lumière, L’autre Gala de l'ADISQ, Le Premier Gala de L’ADISQ, La Nuit Boréale à Paris, Francos de Montréal, le Festival d’été de Québec, Le Festif de Baie-Saint-Paul, etc. Et est Dj partout au pays.    
La même année, elle pose nue pour le calendrier de la chaîne ARTV,. Ce qui choque la société québécoise, suscite le débat, et engendre un grand mouvement d’affirmation féministe . Catherine Pogonat anime ensuite une émission musicale quotidienne en cavale, Espace public, à la radio de Radio-Canada.
En 2011-2012, elle anime son talk-show culturel quotidien télévisé de soir en direct à MusiquePlus :  Ste-Catherine. Musique Plus était l'équivalent québécois de MTV.
En 2013-2014, Catherine Pogonat signe son premier documentaire, Sous les étoiles, une série sur l'impact de la célébrité sur les ondes de Ici Radio-Canada Première
Elle signe une chronique dans le magazine Elle Québec pendant plusieurs années. Elle a couvert la scène culturelle canadienne à l'émission Dessine-moi un dimanche sur ICI Radio-Canada Première pendant trois ans.
Elle a animé l'émission télé C'est juste du web sur ICI ARTV.
Elle a été critique sur TV5 Monde, dans le magazine 300 millions de critiques, de 2018 à 2022.
Catherine Pogonat anime la quotidienne matinale sur les ondes d' ICI Musique (la radio musicale de Radio-Canada), L'effet Pogonat, après plusieurs années à mener l'émission Pogopop, aussi sur Ici Musique . L'effet Pogonat, sa quotidienne musicale matinale, a été créée en 2017 et est devenue l'une des émissions les plus écoutées de la station, battant des records d'écoute chaque année, et est aujourd’hui numéro un en semaine sur la chaîne.

## Distinction

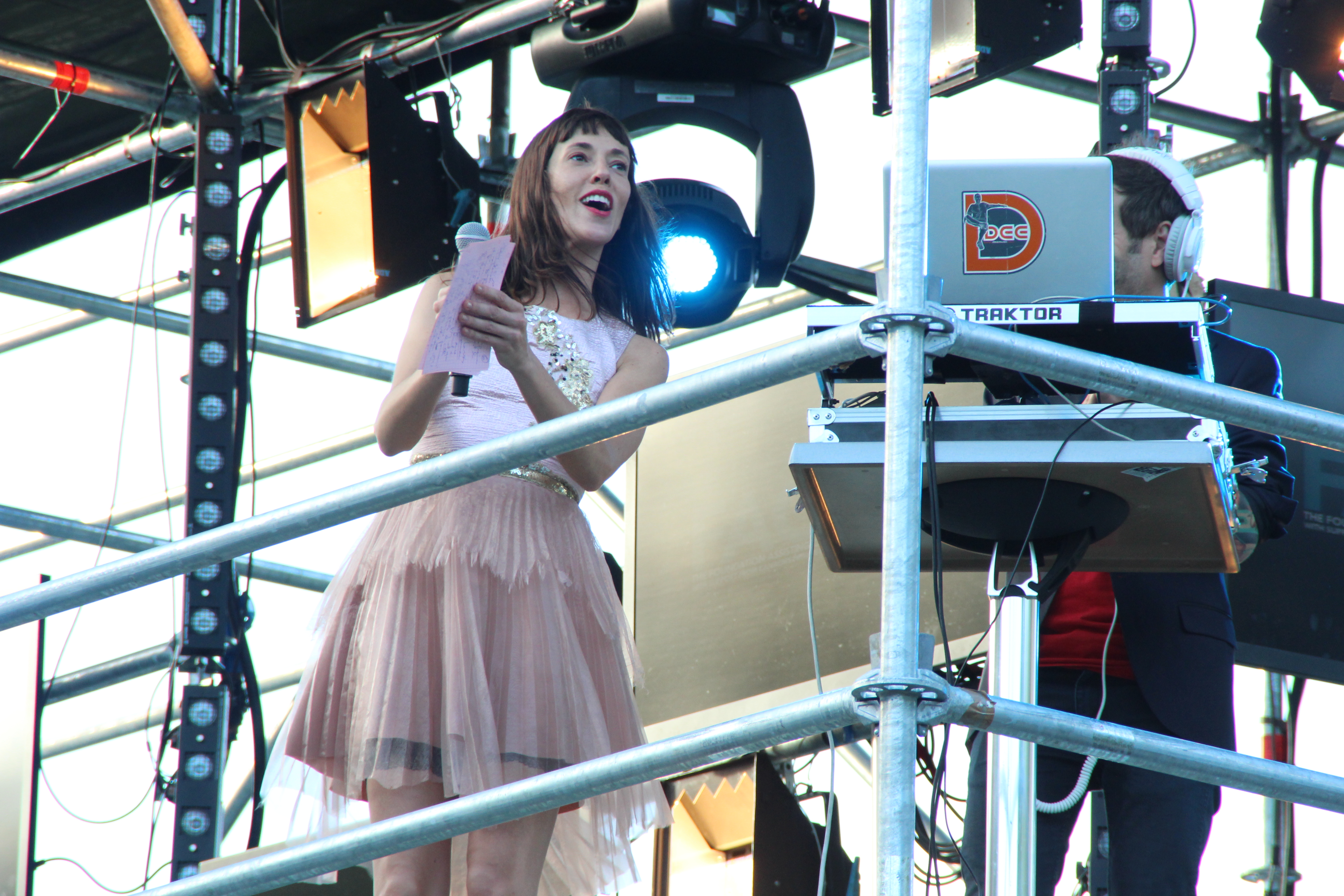
Catherine Pogonat à l'animation de la Nuit Boréale à la fête de la musique à Paris. Esplanade des Invalides - juin 2013

En 2009, lors du gala des prix Gémeaux, Catherine Pogonat reçoit une statuette dans la catégorie «Meilleure animation magazine», pour Mange ta ville. Mange ta ville a raflé 6 fois le trophée de «Meilleur magazine culturel» aux prix Gémeaux. Mange ta ville a été diffusée pendant six ans sur ICI ARTV.
L'émission C'est juste du web, que Catherine anime, gagne le Prix Gémeaux de la Meilleure émission numérique en 2017.
Catherine Pogonat a gagné le prix Meilleure programmation musicale spéciale aux New York Radio Awards en 2022.